# Бен-Шемен (молодёжная деревня)
Бен-Шемен (ивр. כפר הנוער בן שמן‎, Кфар ха-Ноар Бен-Шемен) — молодёжная деревня и сельскохозяйственная школа-интернат в центральной части Израиля. Расположена рядом с мошавами Бен-Шемен и Гинатон, в региональном Совете Хевель-Модиин. В 2020 году, на территории деревни жило 620 человек.

## История

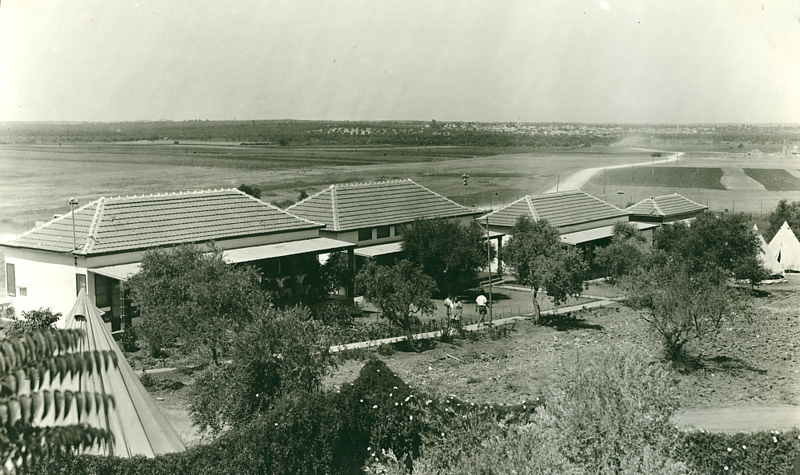
Молодёжная деревня Бен-Шемен, 1920-е—30-е годы

Деревня была основана в 1927 году Зигфридом Леманном в мошаве Хадид. Его целью было привить еврейским детям сионистскую мораль, научить их работать на земле, и воспитать чувство самостоятельности и ответственности. Первые воспитанники школы прибыли из Каунаса в Литве.
В 1947 году в молодёжной деревне училось и работало около 1000 человек. Во время арабо-израильской войны 1948 года изолированная деревня была окружена Арабским легионом. При попытке прорвать осаду погибло одиннадцать молодых людей.
Известные выпускники школы: Шимон и Соня Перес, Шуламит Алони, Моше Кацав, Дан Бен-Амоц, Миха Томкевич, Амитай Эциони, и Хаим Сабан.
В настоящее время школа продолжает работать. В ней обучается около 1000 воспитанников, из них 400 проживают непосредственно в деревне.

## Население
По данным Центрального статистического бюро Израиля, население на начало 2020 года составляло 620 человек.